# Acid chromotropic
Acid chromotropic hay axít cromotropic có công thức (HO)2C10H4(SO3H)2.
Chất này có thể được dùng làm thuốc thử trong việc định lượng thuốc trừ cỏ chứa acid 2,4-dichlorophenoxyacetic.
Tác dụng của acid chromotropic trong phép định lượng nêu trên là tạo màu đỏ (pic ở bước sóng 580 nm) khi acid chromotropic trong dung dịch acid sulfuric 75 % phản ứng với formaldehyde. Quá trình lên màu đặc trưng cho aldehyde mà không tạo màu với các chất hữu cơ khác như ketone và acid carboxylic.